# Đuôi đỏ núi đá mày xám
Phoenicurus frontalis là một loài chim trong họ Muscicapidae.